# سعد عطیه
سعد عطیه (انگلیسی: Saad Attiya؛ زادهٔ ۲۶ فوریهٔ ۱۹۸۷) یک بازیکن فوتبال اهل عراق است.
وی همچنین در تیم ملی فوتبال عراق بازی کرده‌است.